# Tournoi de tennis de Forest Hills

Le tournoi de Forest Hills est un tournoi de tennis féminin du circuit professionnel WTA et masculin du circuit professionnel ATP.
Le tournoi féminin a été organisé chaque année à New York, la semaine précédant l'US Open, de 2004 à 2008. L'épreuve ne présentait pas de tableau en double.
Le tournoi masculin, épreuve prestigieuse du circuit WCT était nommée Tournament of Champions. Après trois éditions entre 1977 et 1979 disputées dans trois villes différentes, le tournoi s'est déroulé sur terre battue de 1980 à 1989 à Forest Hills. En 1978 et 1979 a également eu lieu dans la ville un tournoi connu sous le nom de WCT Invitational.

## Palmarès dames

### Simple
| No | Date       | Nom et lieu du tournoi               | Catégorie | Dotation | Surface    | Vainqueure          | Finaliste        | Score         |         |
| -- | ---------- | ------------------------------------ | --------- | -------- | ---------- | ------------------- | ---------------- | ------------- | ------- |
| 1  | 24-08-2004 | Women’s Tennis Classic, Forest Hills | Tier V    | 65 882 $ | Dur (ext.) | Elena Likhovtseva   | Iveta Benešová   | 6-2, 6-2      | Tableau |
| 2  | 23-08-2005 | Women’s Tennis Classic, Forest Hills | Tier IV   | 74 800 $ | Dur (ext.) | Lucie Šafářová      | Sania Mirza      | 3-6, 7-5, 6-4 | Tableau |
| 3  | 22-08-2006 | Women’s Tennis Classic, Forest Hills | Tier IV   | 74 800 $ | Dur (ext.) | Meghann Shaughnessy | Anna Smashnova   | 1-6, 6-0, 6-4 | Tableau |
| 4  | 21-08-2007 | Women’s Tennis Classic, Forest Hills | Tier IV   | 74 800 $ | Dur (ext.) | Gisela Dulko        | Virginie Razzano | 6-2, 6-2      | Tableau |
| 5  | 19-08-2008 | Women’s Tennis Classic, Forest Hills | Tier IV   | 74 800 $ | Dur (ext.) | Lucie Šafářová      | Peng Shuai       | 6-4, 6-2      | Tableau |

## Palmarès messieurs

### Simple
| No | Date       | Nom et lieu du tournoi                           | Catégorie | Dotation  | Surface         | Vainqueur        | Finaliste            | Score                   |  |
| -- | ---------- | ------------------------------------------------ | --------- | --------- | --------------- | ---------------- | -------------------- | ----------------------- |  |
| 1  | 19-09-1977 | Tournament of Champions WCT, New York            | WCT       | 200 000 $ | Dur (ext.)      | Harold Solomon   | Ken Rosewall         | 6-5, 6-2, 2-6, 0-6, 6-3 |  |
| 2  | 20-03-1978 | Tournament of Champions, Las Vegas               | WCT       | 200 000 $ | Moquette (int.) | Björn Borg       | Vitas Gerulaitis     | 6-5, 5-6, 6-4, 6-5      |  |
| 3  | 20-02-1979 | Dorado Beach/WCT Tournament of Champions, Dorado | WCT       | 200 000 $ | Dur (ext.)      | Jimmy Connors    | Vitas Gerulaitis     | 7-5, 6-0, 6-4           |  |
| 4  | 05-05-1980 | WCT Tournament of Champions, New York            | WCT       | 300 000 $ | Terre (ext.)    | Vitas Gerulaitis | John McEnroe         | 2-6, 6-2, 6-0           |  |
| 5  | 04-05-1981 | WCT Tournament of Champions, New York            | WCT       | 300 000 $ | Terre (ext.)    | Eddie Dibbs      | Carlos Kirmayr       | 6-3, 6-2                |  |
| 6  | 03-05-1982 | WCT Tournament of Champions, New York            | WCT       | 300 000 $ | Terre (ext.)    | Ivan Lendl       | Eddie Dibbs          | 6-1, 6-1                |  |
| 7  | 02-05-1983 | WCT Tournament of Champions, New York            | WCT       | 300 000 $ | Terre (ext.)    | John McEnroe     | Vitas Gerulaitis     | 6-3, 7-5                |  |
| 8  | 07-05-1984 | WCT Tournament of Champions, New York            | WCT       | 300 000 $ | Terre (ext.)    | John McEnroe     | Ivan Lendl           | 6-4, 6-2                |  |
| 9  | 06-05-1985 | WCT Tournament of Champions, New York            | WCT       | 500 000 $ | Terre (ext.)    | Ivan Lendl       | John McEnroe         | 6-3, 6-3                |  |
| 10 | 05-05-1986 | WCT Tournament of Champions, New York            | WCT       | 500 000 $ | Terre (ext.)    | Yannick Noah     | Guillermo Vilas      | 7-6, 6-0                |  |
| 11 | 04-05-1987 | WCT Tournament of Champions, New York            | WCT       | 500 000 $ | Terre (ext.)    | Andrés Gómez     | Yannick Noah         | 6-4, 7-6, 7-6           |  |
| 12 | 02-05-1988 | WCT Tournament of Champions, New York            | WCT       | 485 000 $ | Terre (ext.)    | Andre Agassi     | Slobodan Živojinović | 7-5, 7-6, 7-5           |  |
| 13 | 01-05-1989 | WCT Tournament of Champions, New York            | WCT       | 485 000 $ | Terre (ext.)    | Ivan Lendl       | Jaime Yzaga          | 6-2, 6-1                |  |

### Double
| No | Date       | Nom et lieu du tournoi                | Catégorie | Dotation  | Surface      | Vainqueurs                     | Finalistes                        | Score         |  |
| -- | ---------- | ------------------------------------- | --------- | --------- | ------------ | ------------------------------ | --------------------------------- | ------------- |  |
| 1  | 05-05-1980 | WCT Tournament of Champions, New York | WCT       | 300 000 $ | Terre (ext.) | Peter Fleming John McEnroe     | Peter McNamara Paul McNamee       | 6-2, 5-7, 6-2 |  |
| 2  | 04-05-1981 | WCT Tournament of Champions, New York | WCT       | 300 000 $ | Terre (ext.) | Peter Fleming John McEnroe     | John Fitzgerald Andy Kohlberg     | 6-4, 6-4      |  |
| 3  | 03-05-1982 | WCT Tournament of Champions, New York | WCT       | 300 000 $ | Terre (ext.) | Tracy Delatte Johan Kriek      | Dick Stockton Erik van Dillen     | 6-4, 3-6, 6-3 |  |
| 4  | 02-05-1983 | WCT Tournament of Champions, New York | WCT       | 300 000 $ | Terre (ext.) | Tracy Delatte Johan Kriek      | Kevin Curren Steve Denton         | 6-7, 7-5, 6-3 |  |
| 5  | 07-05-1984 | WCT Tournament of Champions, New York | WCT       | 300 000 $ | Terre (ext.) | David Dowlen Nduka Odizor      | Ernie Fernandez David Pate        | 7-6, 7-5      |  |
| 6  | 06-05-1985 | WCT Tournament of Champions, New York | WCT       | 500 000 $ | Terre (ext.) | Ken Flach Robert Seguso        | Givaldo Barbosa Ivan Kley         | 7-5, 6-2      |  |
| 7  | 05-05-1986 | WCT Tournament of Champions, New York | WCT       | 500 000 $ | Terre (ext.) | Hans Gildemeister Andrés Gómez | Boris Becker Slobodan Živojinović | 7-6, 7-6      |  |
| 8  | 04-05-1987 | WCT Tournament of Champions, New York | WCT       | 500 000 $ | Terre (ext.) | Guy Forget Yannick Noah        | Gary Donnelly Peter Fleming       | 4-6, 6-4, 6-1 |  |
| 9  | 02-05-1988 | WCT Tournament of Champions, New York | WCT       | 485 000 $ | Terre (ext.) | Jorge Lozano Todd Witsken      | Pieter Aldrich Danie Visser       | 6-3, 7-6      |  |
| 10 | 01-05-1989 | WCT Tournament of Champions, New York | WCT       | 485 000 $ | Terre (ext.) | Rick Leach Jim Pugh            | Jim Courier Pete Sampras          | 6-4, 6-2      |  |